# Trotilon
In greco Τρώτιλον, fu il primo territorio (χωρίον) colonizzato dai Megaresi intorno al 730 a.C., guidati dal loro ecista Lamis, stando alla narrazione di Tucidide. Il luogo non è ancora stato identificato, anche se l'opinione prevalente (a partire dal Fazellus) è che si trattasse del promontorio di Brucoli. Altri studiosi fanno invece notare che il fiume Pantakyas (Παντακύας in greco), oltre il quale l'insediamento fu fondato, potrebbe essere invece uno dei corsi d'acqua del Porto di Augusta, quali il Molinello e il Marcellino. Il toponimo è altresì citato da Polieno nei suoi Stratagemmi: dopo aver colonizzato Trotilo, i Megaresi furono accolti dai Calcidesi nella città di Leontinoi, da Teocle. Ma dopo sei mesi di convivenza, Teocle decise di cacciarli dalla città durante una processione armata in onore dei dodici dèi del Pantheon greco. In occasione del rito sacrificale, i Calcidesi presero in prestito tutte le armi dei Megaresi. Al tramonto, essi così furono cacciati dalla città, senza armi, così non poterono difendersi. Teocle allora concesse loro di stazionare presso Trotilo solo un solo inverno. 